# オオルリシジミ
オオルリシジミ（大瑠璃小灰蝶、 Shijimiaeoides divinus）は、チョウ目（鱗翅目）シジミチョウ科に属するチョウの一種。

## 概要
ルリシジミより一回り大きいシジミ。ゴマシジミ・オオゴマシジミと似る。翅裏は灰色地で大きい黒斑が外縁に沿って並び、後翅にはさらにオレンジ色の斑紋が加わる。尾状突起はない。翅表は青色で黒斑を散らすが、九州亜種ではこれが消えかかる。
田畑脇の草刈り場や休耕田を住みかとし、成虫は花によく集まる。幼虫の食草はクララ（Sophora flavescens、マメ科）で、花穂や新芽に卵を1つずつ産みつける。年1化で成虫は5月～7月初頭ごろまで見られる。越冬態は蛹。

## 分布
本州亜種は長野県・新潟県・群馬県の山地。東北地方の個体群は青森県・岩手県・福島県に分布していたが既に絶滅した。
本州亜種が生息する長野県安曇野市では、地元住民や関係機関がクララの植栽、採集自粛の啓発、春先の火入れ、天敵の研究など保全や保護活動に取り組んでおり、地域の高い生物多様性を有する草地環境、それをとりまく里山の景観は高い価値のあるものとして2022年3月30日に安曇野市天然記念物に指定された。。
九州亜種は大半が絶滅し、現在では阿蘇・九重周辺の高原のみに分布する。
国外では朝鮮半島など。

## 保全状況評価
Shijimiaeoides divinus asonis
- 絶滅危惧IB類 (EN)（環境省レッドリスト）

Shijimiaeoides divinus barine
- 絶滅危惧IA類 (CR)（環境省レッドリスト）